# 徳島本線料金所 (徳島南部自動車道)
徳島本線料金所（とくしまほんせんりょうきんしょ）は徳島県徳島市川内町旭野にある徳島南部自動車道の本線料金所。
徳島南部自動車道は徳島沖洲ICを境界として、南側（阿南IC側）は新直轄方式による無料区間、北側（徳島JCT側）は有料区間になっているため、有料区間と無料区間の連続走行車両ならびに徳島沖洲ICでの流出入車両のための料金所として、有料区間内の、徳島沖洲ICと吉野川を挟んだ場所にこの料金所が設けられている。

## 歴史
- 2022年（令和4年）3月21日：徳島沖洲IC - 徳島JCT間開通に伴い開業[1]。

## 料金所
ブース数 : 4

### 徳島方面
- ブース数 : 2
  - ETC専用 : 1
  - ETC専用および一般またはETC・一般の可変式ブース : 1

### 阿南方面
- ブース数 : 2
  - ETC専用 : 1
  - ETC専用および一般またはETC・一般の可変式ブース : 1

## 隣
E55 徳島南部自動車道
(1) 徳島沖洲IC - 徳島TB - (8) 徳島JCT